# 联合王国国家足球队
现在不存在联合王国国家足球队，只存在独立的英格蘭、蘇格蘭、威爾斯和北愛爾蘭足球队，分別代表所屬地區参加世界杯、和其他国际比赛。1995年前英国队曾参加过友谊赛，但英国队从未参加过国际足联的国际赛事。然而英国参加奥运会足球比赛，由英国奥林匹克足球队代表它参赛。

## 發展
現代足球發源自英格蘭，早在1872年英格蘭已與蘇格蘭進行國際比賽，其後這項運動逐漸傳遍世界每一角落。英國本土的職業球隊趨向互相對壘（英格蘭在1908年前從未與英倫三島以外的球隊比賽，而蘇格蘭更遲至1929年才有機會對非本土球隊）。四隊本土球隊由於支薪給業餘球員的問題而退出國際足球總會，於1946年才再次加入，故此直到1950年才首次參加世界盃。
英格蘭是本土四隊球隊中唯一曾奪得國際重要錦標的球隊，以主辦國身份獲得1966年世界盃冠軍。蘇格蘭雖然曾經晉級8屆世界盃及2屆決賽週，但全部於分組初賽階段被淘汰出局。而北愛爾蘭自1986年世界盃後再未有晉級決賽週，威爾斯更是自1958年世界盃後在所有主要國際賽的外圍賽就遭淘汰。因此有時會引發如由一隊統一的联合王国国家足球队代表出戰，從全國挑選精英球員，成績會否更好的討論。
基於最近比賽的統計分析，在2006年世界盃比賽初期估計联合王国国家足球队的奪標機會比英格蘭高三分之一（最後英格蘭在八強出局）。反對派堅持不能為爭取成績而犧牲本土足球的傳統。

## 友賽賽果
除參賽奧運會外，本土球隊曾兩次聯合與由其餘歐洲各國球員組成的歐洲精英隊（Rest of Europe）進行友誼比賽，兩次比賽包括全部本土四支球隊：英格蘭、蘇格蘭、威爾斯及北愛爾蘭，雖然有北愛爾蘭參與，球隊仍然只以「大不列顛」名義比賽。
- 1947年5月10日；格拉斯哥，咸普頓公園：

大不列顛 6-1 歐洲精英
- 1955年8月13日；貝爾法斯特，溫莎公園球場：

大不列顛 1-4 歐洲精英

### 1947年: 世紀之戰
1947年的比賽被稱為「世紀之戰」，為慶祝本土球隊重返國際足協（本土球隊於1920年退會）而舉行。比賽安排在蘇格蘭的咸普頓公園球場進行，入場觀眾多達135,000人。為表對主辦地區的尊重，大不列顛隊穿上蘇格蘭的深藍色球衣出賽，而當日的門劵收入共35,000英鎊全數撥交國際足協，用以協助因第二次世界大戰缺乏足球比賽而財政困難的國際足協。當時的大不列顛隊成員包括：
Frank Swift（英格蘭）、George Hardwick（英格蘭）、Billy Hughes（威爾斯）、Archie Macaulay（蘇格蘭）、Jack Vernon（北愛爾蘭）、Ron Burgess（威爾斯）、Stanley Matthews（英格蘭）、 Wilf Mannion（英格蘭）、Tommy Lawton（英格蘭）、Billy Steel（蘇格蘭）、Billy Liddell（蘇格蘭）

### 1955年: 愛爾蘭足總週年紀念
1955年的比賽為慶祝北愛足總成立75週年而舉行，因此比賽在貝爾法斯特的溫莎公園球場進行，而大不列顛隊則穿上北愛爾蘭的綠色球衣出賽。當時的大不列顛隊成員包括：
Jack Kelsey（威爾斯）、Peter Sillett（英格蘭）、Joe McDonald（蘇格蘭）、Danny Blanchflower（北愛爾蘭）、John Charles（威爾斯）、Bertie Peacock（北愛爾蘭）、Stanley Matthews（英格蘭）、博比·约翰斯通（蘇格蘭）、Roy Bentley（英格蘭）、Jimmy McIlroy（北愛爾蘭）、Billy Liddell（蘇格蘭）。

### 其他比賽
尚有兩場比賽由威爾斯對抗球員來自英格蘭、蘇格蘭及北愛爾蘭組成的聯合王國精英隊。首場比賽在1955年為慶祝威爾斯足總成立75週年而舉行。次場比賽於1969年為慶祝查理斯王子獲封威爾士親王而舉行。兩場比賽聯隊也是採用聯合王國精英隊（Rest of the United Kingdom）名義出賽。
- 1951年12月3日；加的夫，尼尼安公園球場：

威爾斯 3-2 聯合王國精英
- 1969年7月21日；加的夫，尼尼安公園球場：

威爾斯 0-1 聯合王國精英

## 未來展望
在組成聯隊參賽奧運會以後，儘管為數不多，還是有人支持永久維持一隊联合王国国家足球队。雖然是一個空想，但仍然有著名的政府部長提出建議，包括前內務大臣杰克·斯特劳（Jack Straw）及已故的前體育大臣东尼·班克斯（Tony Banks）。
由於本土球隊分成四個個體已有過百年的歷史，很多人認為維持一支永久的联合王国国家足球队的機會遙不可及。除本土足總反對外，球迷是否可以放低敵對的態度亦有懷疑。雖然白禮達一再保證，但仍不能解決害怕因統一後，引致本土四個足總不能維持獨立運作及各自擁有的聯賽和盃賽。
最近要求復辦本土足球四角賽的建議基本獲得接納，但由於缺乏比賽場地而未能實行。沒有反對復辦四角賽證明本土足總並沒有組織一隊統一球隊的打算。

## 世界大學生運動會足球隊
在夏季世界大學生運動會，英國足球隊曾贏得三面獎牌：2011及2013年贏得銀牌及1991年贏得銅牌。

## 外部連結
- BBC Sport: GB football team to enter Games （页面存档备份，存于）
- "The Case for a UK team"PDF. July 2006.